# Hadim Hasan Paixà
Hadim Hasan Paixà o Hadım Hasan Paixà Sokolli (mort el 1598) fou un gran visir otomà.
Va exercir diversos càrrecs al palau i el juny de 1580 fou nomenat governador d'Egipte al lloc de Mesih Paixà, però a causa de diverses queixes fou revocat el maig de 1583 i empresonat a Yedikule; després de fer determinats regals a Narbana Sultan, mare de Murat III, fou perdonat i nomenat governador d'Anadolu (vers 1584) fins que el juny de 1585 es va unir a l'exèrcit otomà a Sivas que anava a combatre íPèrsia sota la direcció d'Özdemir-oghlu Paixà; va participar en la batalla d'Alivar i després de la conquesta de Tabriz el setembre de 1585 va romandre en campanya contra els perses.
L'octubre de 1586 Ferhad Paixà el va nomenar altre cop governador d'Anadolu i l'octubre de 1588 va substituir el difunt Djafar Paixà com a governador de Xirvan. Mehmet III el va cridar a palau el juliol de 1595 i el va nomenar quart visir i mentre el sultà estava en campanya a Eghri va exercir interinament com a gran visir i va impedir l'entrada a la capital d'Esad Efendi, fill de Khodja Sad al-Din, de la qual havia estat nomenat cadi, i va mantenir Akhi-zade And al-Halim Efendi en el càrrec. El desembre de 1596, com a caimacan i tercer visir, va organitzar la rebuda de Mehmet III al retorn de la campanya. El 3 de novembre de 1597, passant pel damunt del segon visir Djerrah Mehmed Paixà, fou nomenat pel sultà com a gran visir en comptes del bosnià Damat Ibrahim Paixà.
El seu gran visirat fou curt. A la mort del Shaykh al-Islam Bostanzade Mehmed Efendi, es va negar a nomenar el candidat seleccionat pel sultà, que era Khodja Sad al-Din, i es va nomenar el poeta Baki Efendi i Kara Çelebi-zade Husam al-Din Efendi. Això va unir els seus adversaris, encapçalats pel mateix Khodja Sad al-Din, el cap militar Ghazanfer Agha, i el cap dels geníssers Tirnadji Hasan Agha (del qual havia demanat l'execució al sultà). Units els tres van obtenir la seva destitució per corrupció. Fou arrestat el 8 d'abril de 1598 i empresonat a Yedikule. Va ser executat sis dies després; els seus béns foren confiscats.
Va tenir un fill de nom Sokolli Mehmed Paixà que va participar en la campanya d'Eghri de 1596 i fou beglerbegi de Rumèlia.